# Plouagat
Plouagat [pluagat] (Plagad en breton [ˈplaːgat],) est une ancienne commune du département des Côtes-d'Armor, dans la région Bretagne, en France.

## Géographie

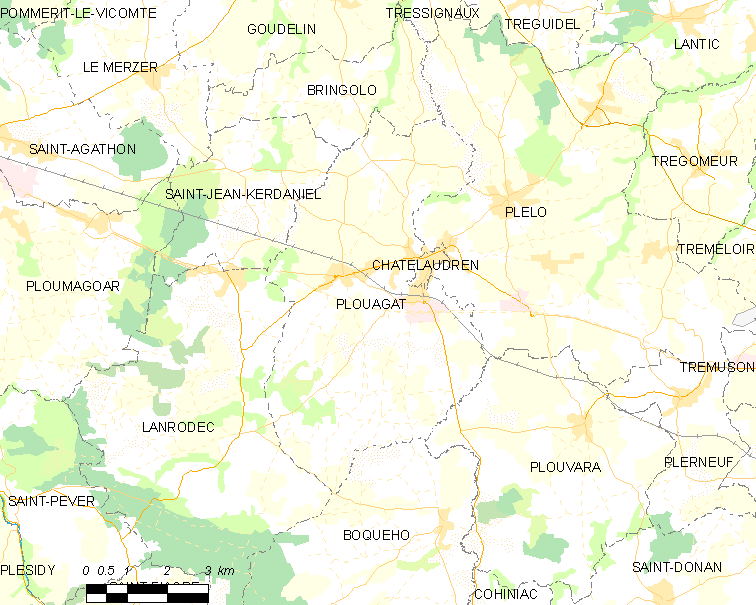
Carte de l'ancienne commune de Plouagat.

- Plouagat est situé sur la voie express RN 12 entre Rennes et Brest. Sur l'ancienne nationale 12, Plouagat était à « mi-route » de Rennes et de Brest.

- La commune se trouve à 23 km de Saint-Brieuc et à 11 km de Guingamp.
- La commune est entourée au nord par la commune de Bringolo, à l'ouest par la commune de Saint-Jean-Kerdaniel (frontière naturelle du Dourmeur), Lanrodec au sud et à l'Ouest, Boquého au sud, Plouvara, Châtelaudren et Plélo à l'est (frontière naturelle du Leff).

## Toponymie
Le nom de la localité est attesté sous les formes Ploagat en 1148, Ploeadgat en 1198, Plouagat en 1202, Ploiagat en 1207, Ploadgat en 1218, parochia de Ploagat en 1232, Ploadgat et Plagat en 1258, Ploagat en 1269, Ploeasgat Castri Audreni en 1369, Ploegat Castri Audreni à la fin XIVe siècle, Ploegat Chastel Audren en 1461, Ploagat Chatelaudren en 1464.
Le nom de Plouagat (Plagad en breton) vient du vieux breton ploe, paroisse, et du nom du saint breton Agat ou Egat. Celui-ci, remplacé (car il n'était pas reconnu officiellement par l'église catholique) par la suite par saint Agapit (ou Agapet), était invoqué pour les accouchements et les indigestions.
Attesté sous le forme bretonne Plagad et sous la forme gallèse Pyagat retranscrite aujourd'hui Pllaga en graphie ABCD et prononcée [pjaga].

## Histoire

### Néolithique
L'occupation humaine du terroir de Plouagat semble très ancienne, ainsi qu'en atteste un polissoir en dolérite datant du Néolithique découvert au Petit-Runio et classé en 1971.

### Moyen Âge
Sous l’Ancien Régime, Plouagat était une paroisse appartenant à l’évêché de Tréguier et au comté du Goëlo.
Certains lieux-dits tels que Christ, Kerlast (village du cloître) semblent révéler la présence des Templiers et des Hospitaliers de Saint-Jean de Jérusalem.
Au Moyen Âge, le Pays du Leff, entre terre et mer, sut tirer parti de sa situation géographique. Sur ces terres naturellement riches, on développa de nombreuses cultures céréalières et maraîchères. Par ailleurs, la proximité de la mer fut symbole de richesses en échanges culturels et économiques aux grandes heures du trafic maritime entre les maisons de France et d'Angleterre. Au cœur de ce Pays du Leff, Plouagat alors nommée Ploagat Castri Audreni, paroisse de ce diocèse, sut si bien profiter de ces atouts, qu'elle fut donnée à l'abbaye de Beauport en Paimpol au XIIIe siècle et devint un prieuré-cure. Au fil des temps, on le scinda en deux communes, chacune chef-lieu de canton, Plouagat et Châtelaudren.
« Le 12 janvier 1422 le duc Jean V donna la seigneurie de Plouagat, qui venait d'être confisquée sur les comtes de Penthièvre à Pierre Eder, son chambellan et son maître d'hôtel. Par contrat passé à Vannes le 6 juillet 1466 Jean Eder, sieur de la Haye-Eder, de Broustai et de Plouagat-Chatel-Audren, vendit à Françoise d'Amboise, duchesse de Bretagne, les héritages qu'il possédait dans cette paroisse. La duchesse acheta ces biens pour les donner à l'abbaye de Nazareth qu'elle fonda à Vannes le 24 mars 1467 ; elle acquit auprès de Guillaume, chevalier, seigneur de Rosmar, les dîmes de Saint-Guenin, en la même paroisse. (...) L'an 1480 le duc François II fit revivre les titres de la Baronnie d'Avaugour, et la donna en apanage à son fils François de Bretagne (François Ier d'Avaugour). Le prince, qui voulait réunir la paroisse de Plouagat à sa baronnie, proposa à Gilles Eder, petit-fils de Pierre Eder, de lui vendre cette terre. (...) Celui-ci la vendit par acte passé en 1481 ».

### Temps modernes

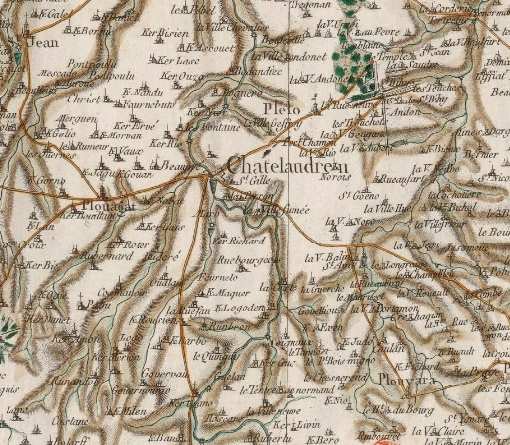
Carte de Cassini de la région de Plouagat et Châtelaudren (1787).

Jean-Baptiste Ogée décrit ainsi Plouagat en 1778 :

« Plouagat-Chatel-Audren : sur la route de Chatel-Audren à Guingamp ; à 7 lieues au Sud-Sud-Est de Tréguier, son évêché ; à 25 lieues de Rennes et à 2 lieues de Guingamp, sa subdélégation. Cette paroisse ressortit à Saint-Brieuc et compte 3 300 communiants, y compris ceux de Lanrodec et de Saint-Jean-Kerdaniel, ses trèves. M. le duc de Rohan-Soubise en est le seigneur. La cure, qui est présentée par l'Abbé de Beauport, doit deux deniers de rente féodale à la Baronnie d'Avaugour. Ce territoire renfermait jadis beaucoup de landes, mais les habitants les ont défrichées en partie, et il est à espérer qu'ils continueront. Le taillis ou bois de Mallaunai est très étendu. »

### Révolution française
La première municipalité fut élue au début de 1790 et la commune devint chef-lieu de canton le 23 avril 1790.

### XIXesiècle
Lors de la Restauration et jusqu'en 1830, la famille de Quélen, propriétaire du château de la Ville-Chevalier, régna sur tout le département et même jusqu'à Paris. L'un de ses membres, Hyacinthe de Quélen fut archevêque et pair de France. Cette famille donna plusieurs maires dont Amédée de Quélen (1804-1869), maire pendant 40 ans.
A. Marteville et P. Varin, continuateurs d'Ogée, décrivent ainsi Plouagat en 1853 :

« Plouagat : commune formée de l'ancienne paroisse de ce nom, moins ses trèves Lanrodec et Saint-Jean-Kerdaniel, devenues communes ; aujourd'hui cure de 2e classe ; chef-lieu de perception. (...) Principaux villages : Kerhervé, Forunebelo, Kerbisien, le Lagadeuc, Kerouzo, Kerny, la Villeneuve, Peret, Bodandiec, le Mogoero, Mississipi, Beaupré, Kervaux, Kerjagu, Kerbouillen, Poneden, Kernabat, Kerauter, Lecluse, Kerdanet, Keroger, Guergonet, Guergonio, Kerantout, Kermerien, la Rue-Louis, Rudoré, le Petit-Kerousien, Kerusano, Rumbron, le Quinquis, Rue-Bourgeois, la Villeneuve-Maros. Château de la Ville-Chevalier. Superficie totale : 3 197 hectares 22 ares, dont (...) terres labourables 2 155 ha, prés et pâturages 229 ha, bois 59 ha, vergers et jardins 2 ha, landes et incultes 521 ha (...). Moulins : 3 (de la Ville-Chevalier, Neuf, du Maris ; à eau). (...) Ce bourg est situé sur la route royale de Paris à Brest, qui le traverse dans la direction de l'est à l'ouest. La route de Quintin à Châtelaudren traverse également cette localité. Géologie : roches amphiboliques. On parle le breton »

### XXesiècle

#### Évolution de la vie politique locale

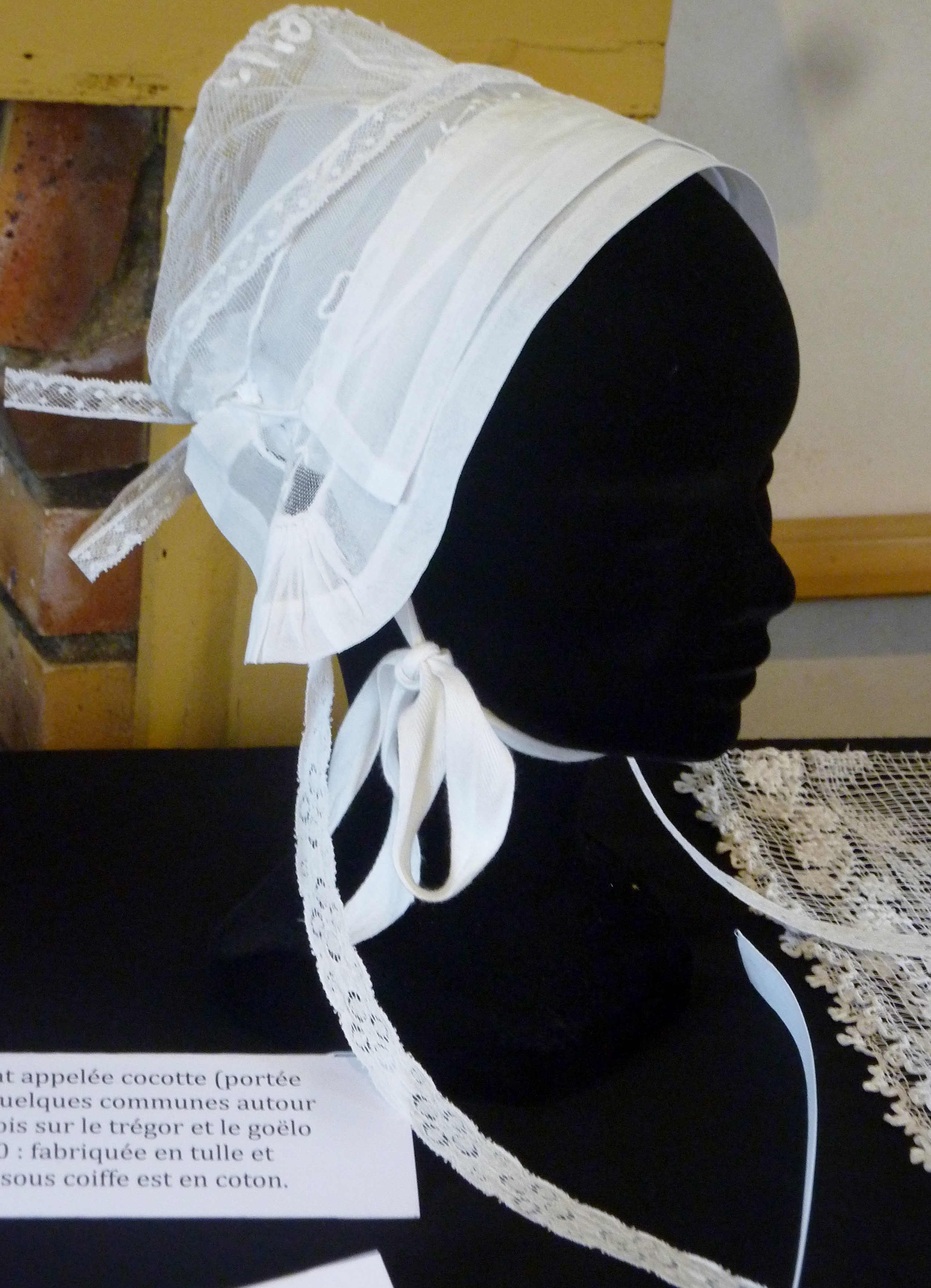
Coiffe de Plouagat appelée "cocotte" (coiffe portée vers 1910 dans quelques communes seulement autour de Plouagat, à cheval sur le Trégor et le Goëlo).

Entre 1902 et 1905, un litige a opposé la commune de Plouagat à celle de Châtelaudren au sujet du quartier de la gare.
L'histoire politique de la commune est intéressante : républicaine et conservatrice dans les débuts de la Troisième République, la commune conserve au sein de son conseil une minorité monarchiste et réactionnaire qui emporte la mairie en 1892 : l'électorat de Plouagat va donc a contrario de l'électorat national voir départemental qui dans les années 1890 confie plutôt la gestion des communes à des Républicains conservateurs ou modérés. Il faut attendre 1919 pour le conseil municipal redevienne majoritairement républicain. De 1919 à 2019, sauf dans l'intervalle 2001-2008, la commune de Plouagat était située à Gauche, radicale d'abord puis socialiste et enfin divers-gauches.

#### Première Guerre mondiale
Le monument aux morts porte les noms des 138 soldats morts pour la Patrie pendant la Première Guerre mondiale.

#### Entre-deux-guerres

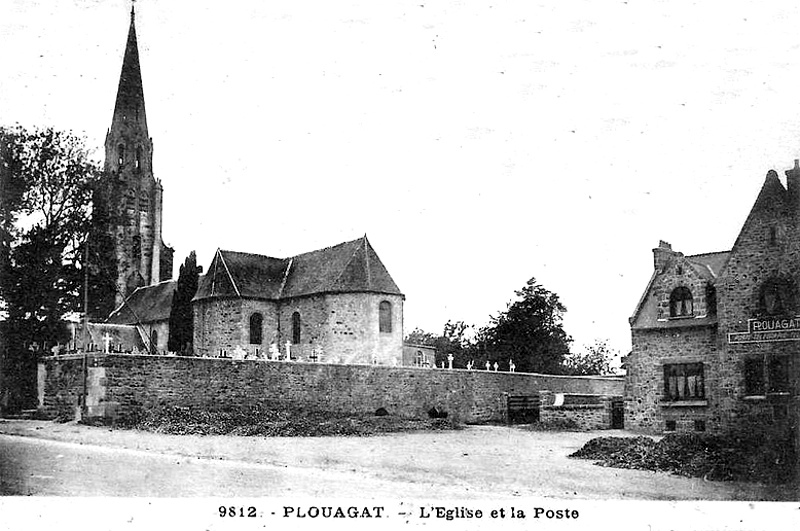
Plouagat : l'église et la poste vers 1920 (carte postale).
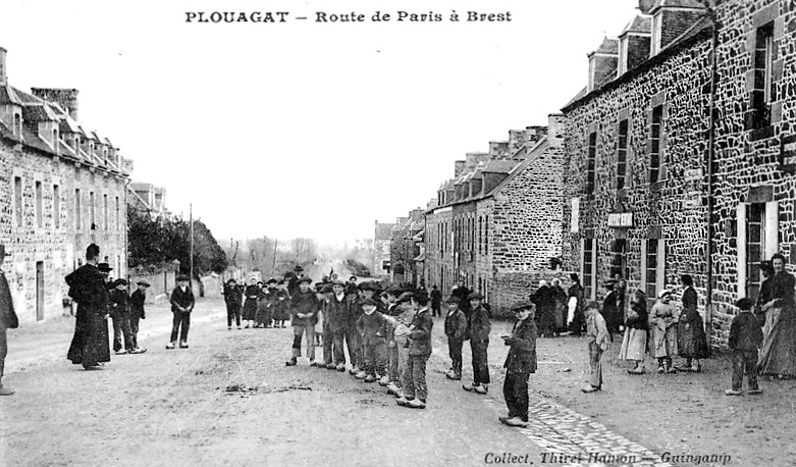
Plouagat : la route de Paris à Brest vers 1920.

#### Seconde Guerre mondiale
Le monument aux morts de Plouagat porte les noms de 17 personnes mortes pour la France pendant la Seconde Guerre mondiale.
Étudiant né à Plouagat en 1922, Paul Riou rejoint un groupe d'une vingtaine de  jeunes résistants , des étudiants rennais pour la plupart. Basés à Senven-Léhart, peu armés, ils furent rapidement repérés par les autorités d'Occupation. Le 12 juin 1944, Paul Riou fut arrêté avec onze autres maquisards et transféré à la prison de Guingamp où il subit d'horribles tortures. Il fut fusillé quatre jours plus tard. Il avait 22 ans.
Le 23 juillet 1944, un engin explosif posé sur la voie ferrée à Roscorgnard fait dérailler un train allemand et le 26 juillet puis le 3 août, des éléments du maquis de Plésidy, en embuscade à Plouagat, détruisent plusieurs camions. En représailles, les Allemands mettent le feu au bureau de tabac de Plouagat. Le 7 août, un convoi ennemi est mitraillé par quatre avions alliés et certains des camions sont récupérés par le groupe FFI de Plouagat.

#### Après la Seconde Guerre mondiale
Deux soldats originaires de Plouagat sont morts pour la France pendant la Guerre d'Indochine.

### XXIesiècle
Le 1er janvier 2019, la commune fusionne avec Châtelaudren pour former la commune nouvelle de Châtelaudren-Plouagat dont la création est actée par un arrêté préfectoral du 28 septembre 2018.

## Héraldique
| Blason | Blasonnement : De gueules à la fasce d'argent accompagnée de trois quintefeuilles du même. |

## Politique et administration

### Liste des maires
| Période                                  | Période           | Identité                     | Étiquette             | Qualité |
| ---------------------------------------- | ----------------- | ---------------------------- | --------------------- | --- |
| Les données manquantes sont à compléter. |                   |                              |                       | |
| 1792                                     | 1795              | Jacques Le Pervé             |                       | |
| 1800                                     | 1800              | Jacques Le Yaouanc           |                       | Cultivateur. |
| 1800                                     | 1802              | Jean-Zacharie Bourgneuf      |                       | Prêtre constitutionnel                                                                                          |
| 1803                                     | 1815              | Jacques Le Yaouanc           |                       | Cultivateur. |
| 1816                                     | 1831              | Amable de Quélen             | Royaliste légitimiste | Propriétaire. Député. Chevalier de la Légion d'honneur. Chevalier de l'Ordre royal et militaire de Saint-Louis. |
| 1832                                     | 1836              | Pierre-Saint Le Bihan        |                       | Cultivateur propriétaire                                                                                        |
| 1836                                     | 1856              | Louis François Le Corvaisier |                       | Notaire. Conseiller général.                                                                                    |
| 1856                                     | 1876              | Julien-Marie Rault           | Bonapartiste          | Propriétaire, gendre du précédent                                                                               |
| 1877                                     | 1892              | Jean-Louis Hidrio            | Républicain (gauche)  | Propriétaire cultivateur.                                                                                       |
| 1892                                     | 1919              | Alphonse de Quélen           | Royaliste légitimiste | Propriétaire terrien à La Ville-Chevalier. Petit-fils d'Amable de Quelen maire entre 1816 et 1831.              |
| 1919                                     | 1932              | Jean-Thomas Corbel           | Républicain de gauche | Cultivateur. |
| 1932                                     | 1934              | François Blouin              | Radical socialiste    | Cultivateur. |
| 1934                                     | 1935              | Jean Gicquel                 | Radical socialiste    | |
| 1935                                     | 1940              | Achille Paignon              | Rad.soc.              | Employé de chemin de fer.                                                                                       |
| Les données manquantes sont à compléter. |                   |                              |                       | |
| 1945                                     | 1958              | Achille Paignon              | Rad.soc.              | Retraité de la SNCF, maire honoraire                                                                            |
| mars 1959                                | juin 1973 (décès) | Guy Maros                    | Rad. puis DVD         | Médecin Conseiller général de Plouagat (1955 → 1973)                                                            |
| juillet 1973                             | mars 1977         | Patrick Maros                | DVD                   | Médecin. Fils de Guy Maros, maire précédent.                                                                    |
| mars 1977                                | mars 2001         | Paul Kervarec                | PS                    | Instituteur |
| mars 2001                                | mars 2008         | Jean-Jacques Le Lepvrier     | DVD                   | Employé de banque                                                                                               |
| mars 2008                                | mars 2014         | Paul Kervarec                | DVG                   | Retraité de l'Éducation nationale                                                                               |
| mars 2014                                | 31 décembre 2018  | Olivier Boissière            | DVG                   | Professeur de lycée                                                                                             |

| Période         | Période  | Identité       | Étiquette | Qualité  |
| --------------- | -------- | -------------- | --------- | -------- |
| 12 janvier 2019 | en cours | Patrick Martin | DVG       | Retraité |

## Démographie
L'évolution du nombre d'habitants est connue à travers les recensements de la population effectués dans la commune depuis 1793. Pour les communes de moins de 10 000 habitants, une enquête de recensement portant sur toute la population est réalisée tous les cinq ans, les populations de référence des années intermédiaires étant quant à elles estimées par interpolation ou extrapolation. Pour la commune, le premier recensement exhaustif entrant dans le cadre du nouveau dispositif a été réalisé en 2004.

En 2016, la commune comptait 2 844 habitants, en évolution de +12,77 % par rapport à 2010 (Côtes-d'Armor : +1,78 %, France hors Mayotte : +2,11 %).
| 1793  | 1800  | 1806  | 1821  | 1831  | 1836  | 1841  | 1846  | 1851  |
| ----- | ----- | ----- | ----- | ----- | ----- | ----- | ----- | ----- |
| 1 765 | 2 034 | 2 153 | 2 125 | 2 241 | 2 218 | 2 338 | 2 282 | 2 438 |

| 1856  | 1861  | 1866  | 1872  | 1876  | 1881  | 1886  | 1891  | 1896  |
| ----- | ----- | ----- | ----- | ----- | ----- | ----- | ----- | ----- |
| 2 476 | 2 397 | 2 480 | 2 290 | 2 259 | 2 136 | 2 170 | 2 126 | 2 173 |

| 1901  | 1906  | 1911  | 1921  | 1926  | 1931  | 1936  | 1946  | 1954  |
| ----- | ----- | ----- | ----- | ----- | ----- | ----- | ----- | ----- |
| 2 104 | 2 007 | 1 965 | 1 729 | 1 763 | 1 767 | 1 724 | 1 719 | 1 627 |

| 1962  | 1968  | 1975  | 1982  | 1990  | 1999  | 2004  | 2006  | 2009  |
| ----- | ----- | ----- | ----- | ----- | ----- | ----- | ----- | ----- |
| 1 522 | 1 472 | 1 727 | 1 978 | 2 154 | 2 221 | 2 275 | 2 361 | 2 474 |

| 2014  | 2016  | - | - | - | - | - | - | - |
| ----- | ----- | - | - | - | - | - | - | - |
| 2 790 | 2 844 | - | - | - | - | - | - | - |

## Lieux et monuments
- Le manoir de Fournebello : datant du XVIe siècle, il a été construit par la famille de La Messelière, avant d'être la propriété successive des familles de Rosmar, Boidilly, Budes de Guébriant et de Kerpezdron. C'est désormais un manoir qui abrite des chambres d'hôtes[18]. Le corps de logis principal est muni d'une tour d'escalier percée d'une porte surmontée d'un arc à accolade ; il donne sur une cour entourée de part et d'autre des communs[19].

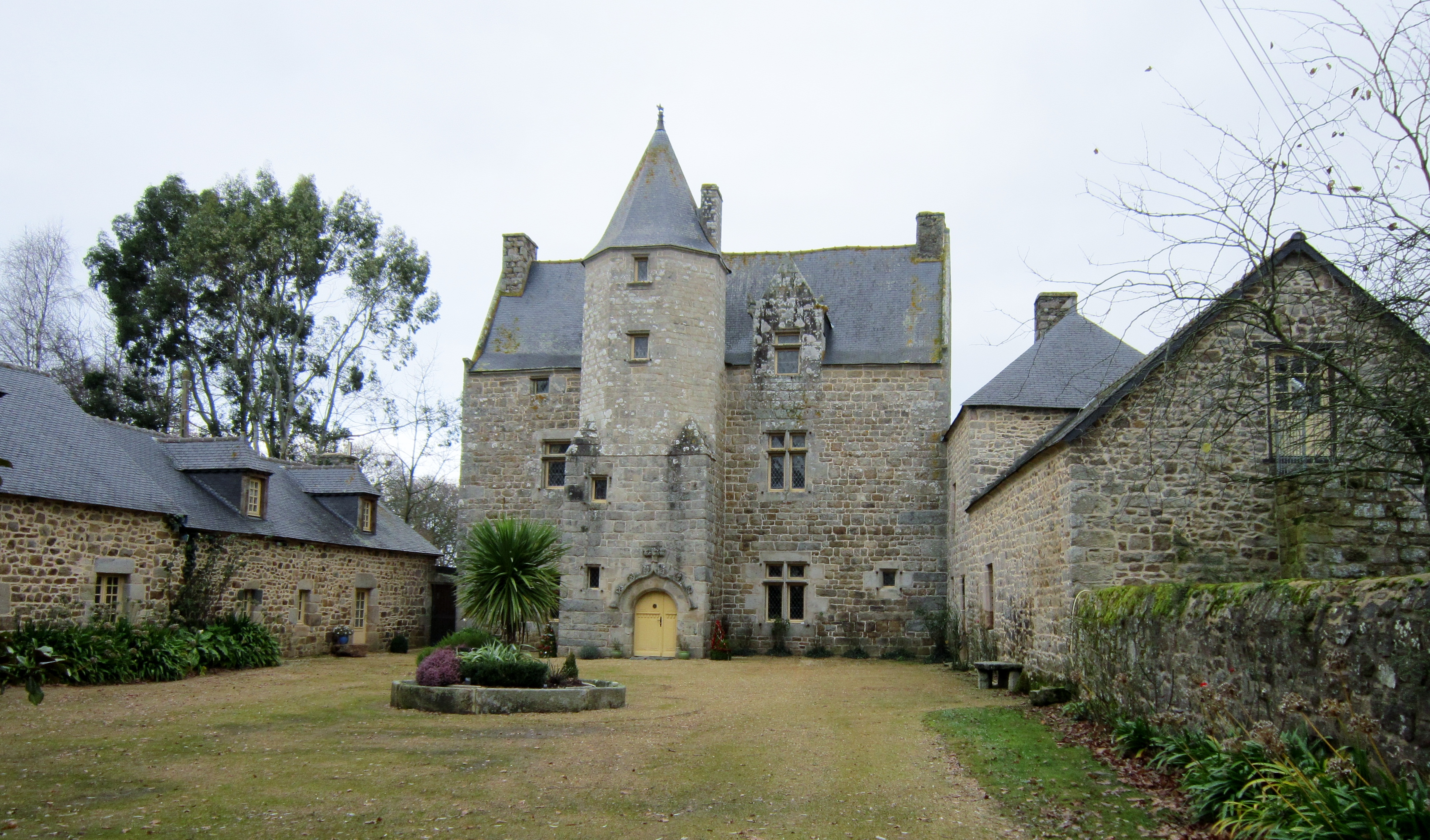
Le manoir de Fournebello.

- Le polissoir du Petit Runio, classé depuis 1971 au titre des monuments historiques[20].

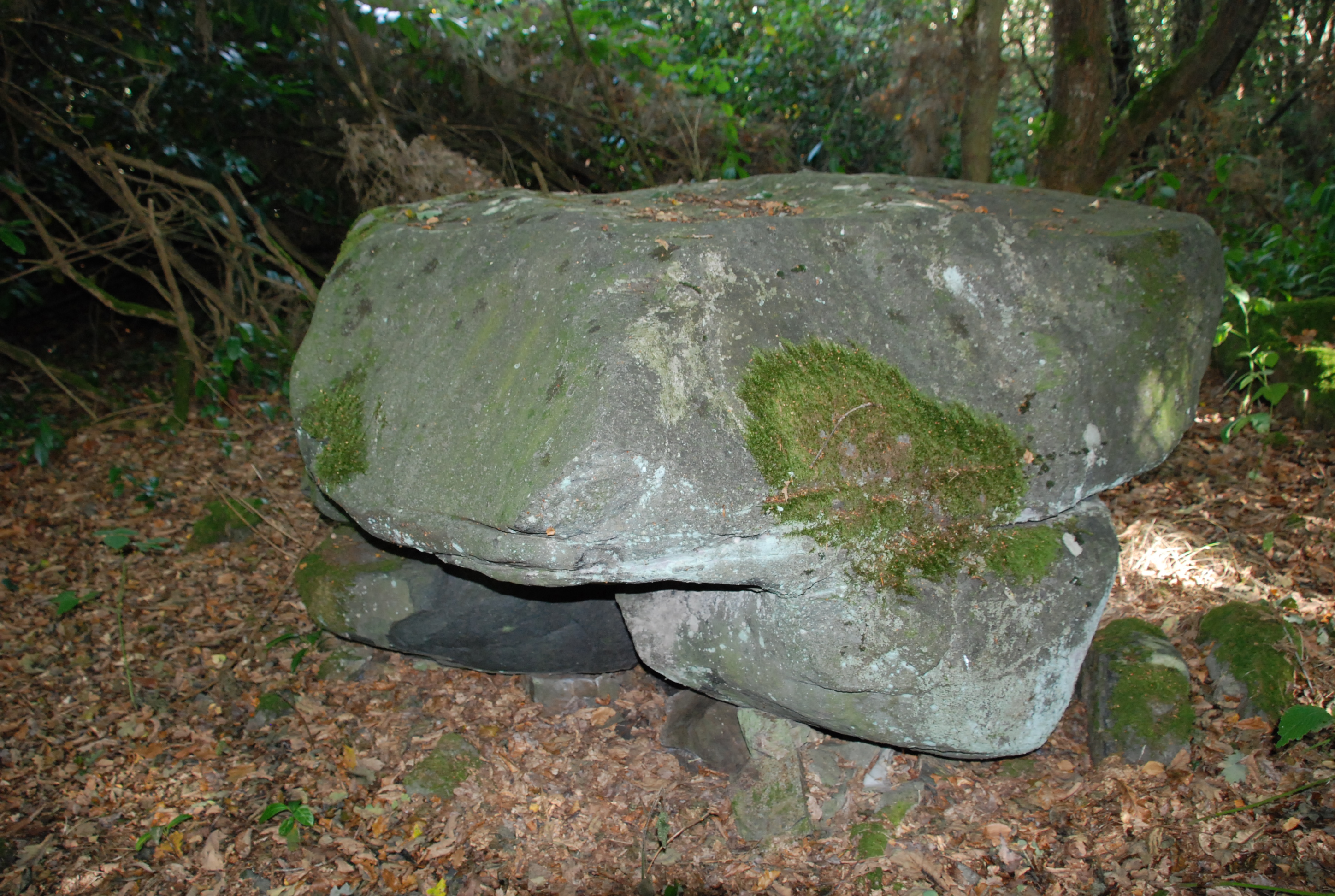
Polissoir du Petit-Runio à Lanrodec, près de Plouagat.

- Le colombier de Maros, dernier vestige du château de Maros, inscrit en 1988 au titre des monuments historiques[21].
- Le château de la Ville-Chevalier et sa chapelle : le château actuel (un château antérieur existait déjà en 1428, propriété de la famille de Quelen depuis 1638[Note 13]), qui comprend un grand corps de logis typique de l'architecture du XVIIIe siècle avec un pavillon à la façade rectiligne et aux grandes fenêtres, de style néo-classique, et des communs, est propriété de la famille de Quelen, puis de Lorgeril (à la suite du mariage en février 1901 de Louise de Quelen avec Simon de Lorgeril) ; il a été inhabité entre 1925 et 1947 ; la chapelle actuelle, de style "bord de Loire" (un style à la mode à l'époque) date de 1889, remplaçant une chapelle antérieure[22].

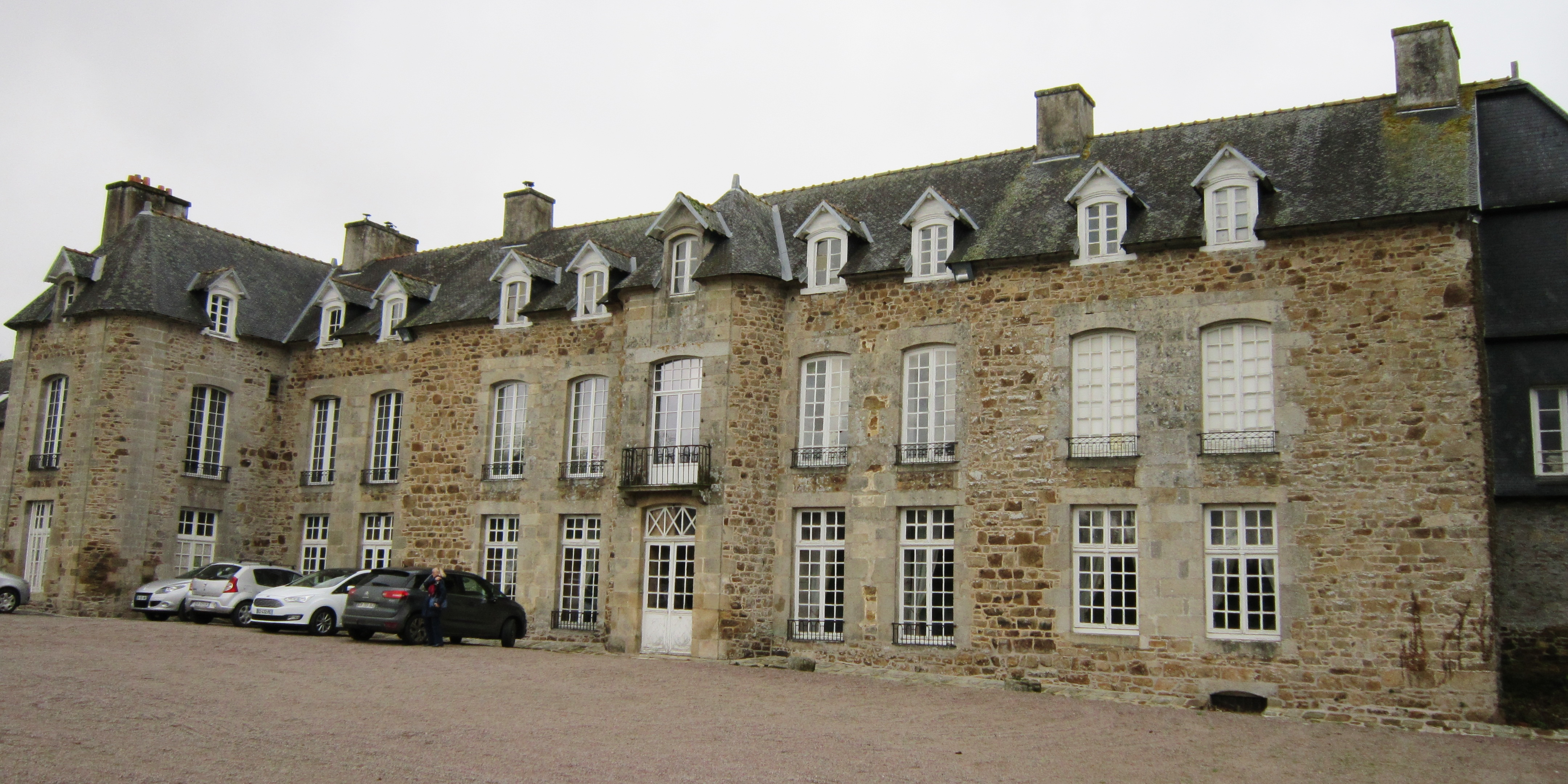
Château de la Ville-Chevalier : vue extérieure d'ensemble.
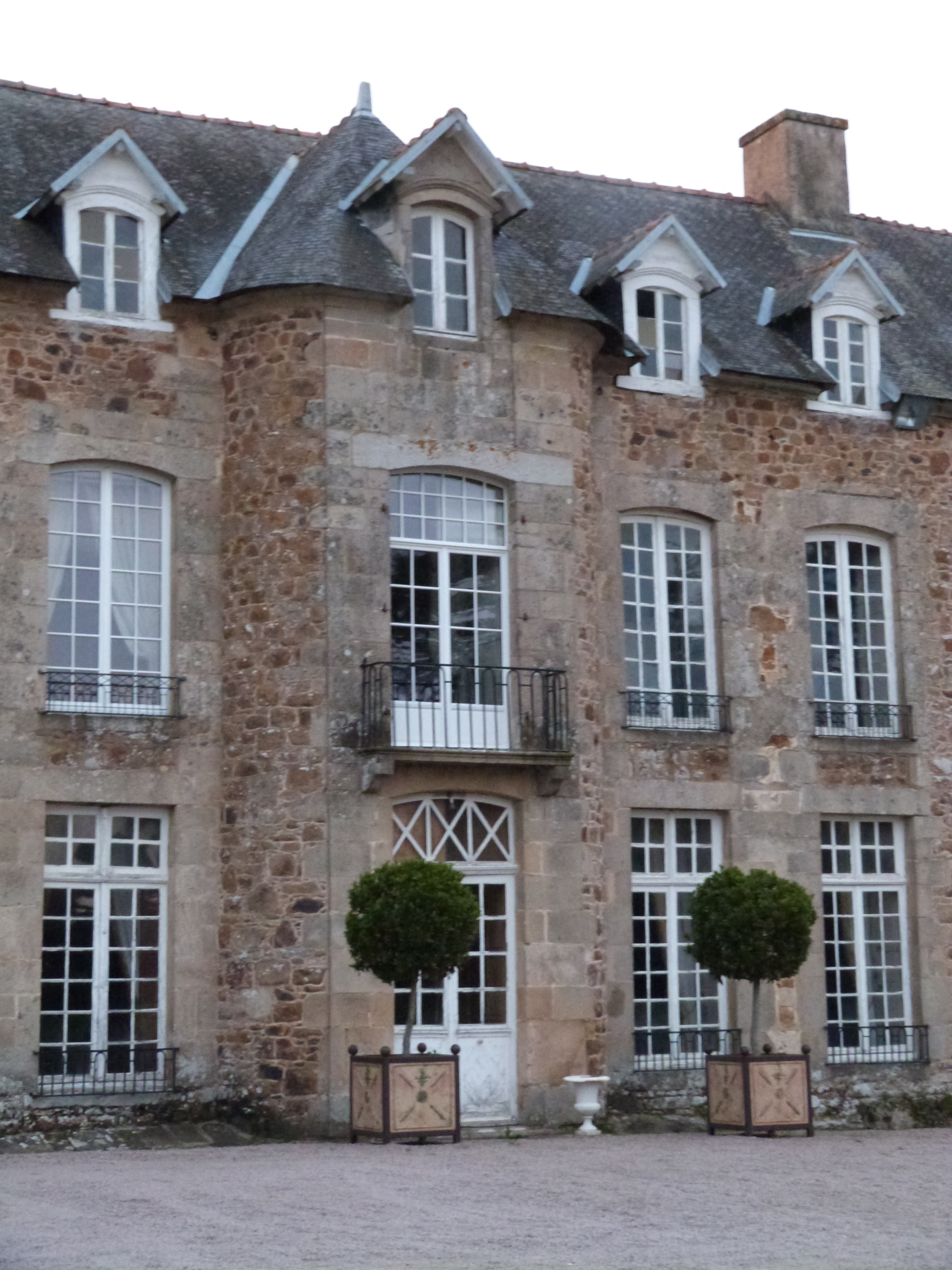
Château de la Ville-Chevalier (partie centrale).
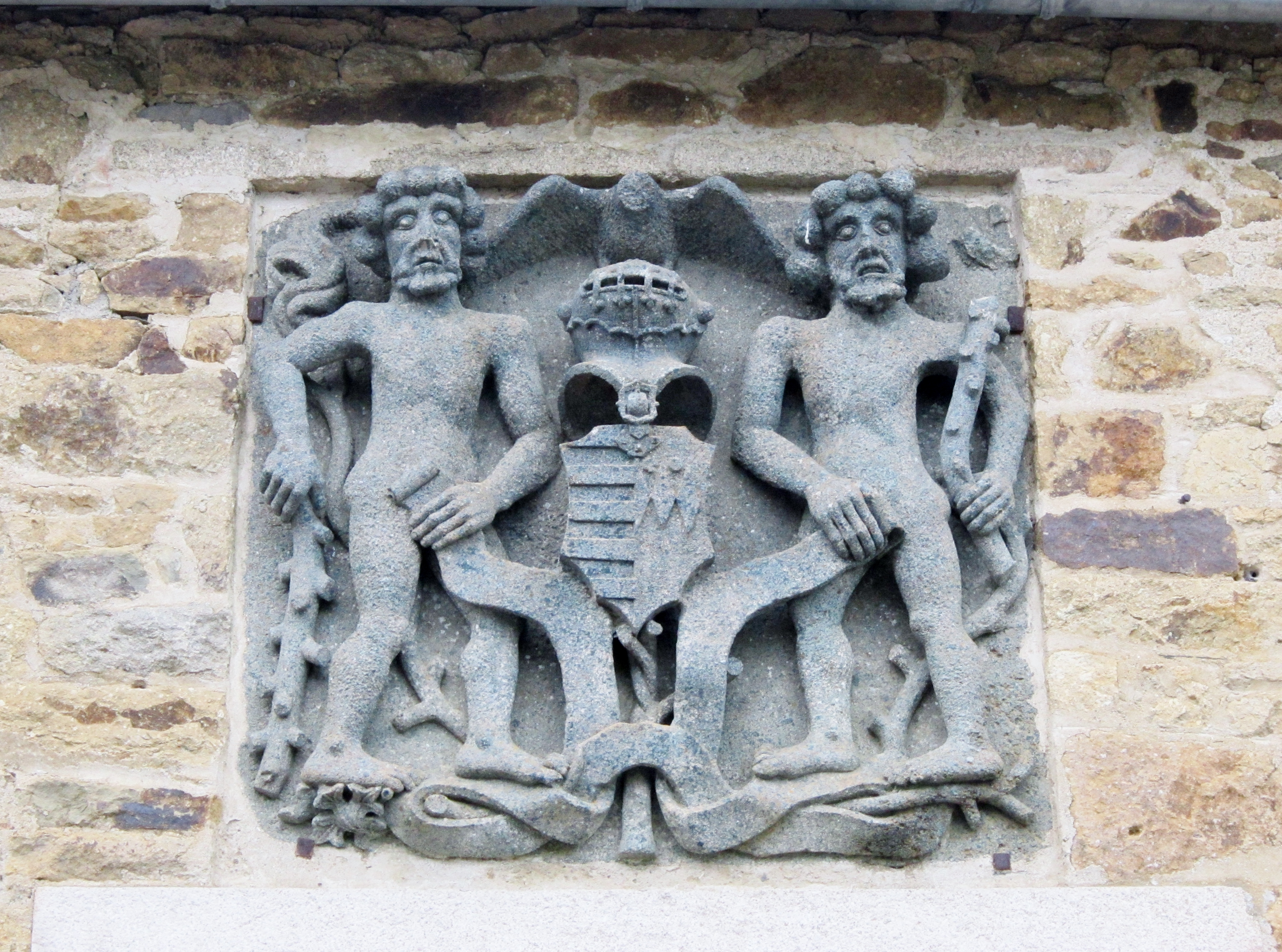
Château de la Ville-Chevalier : les armes de la famille de Quélen.
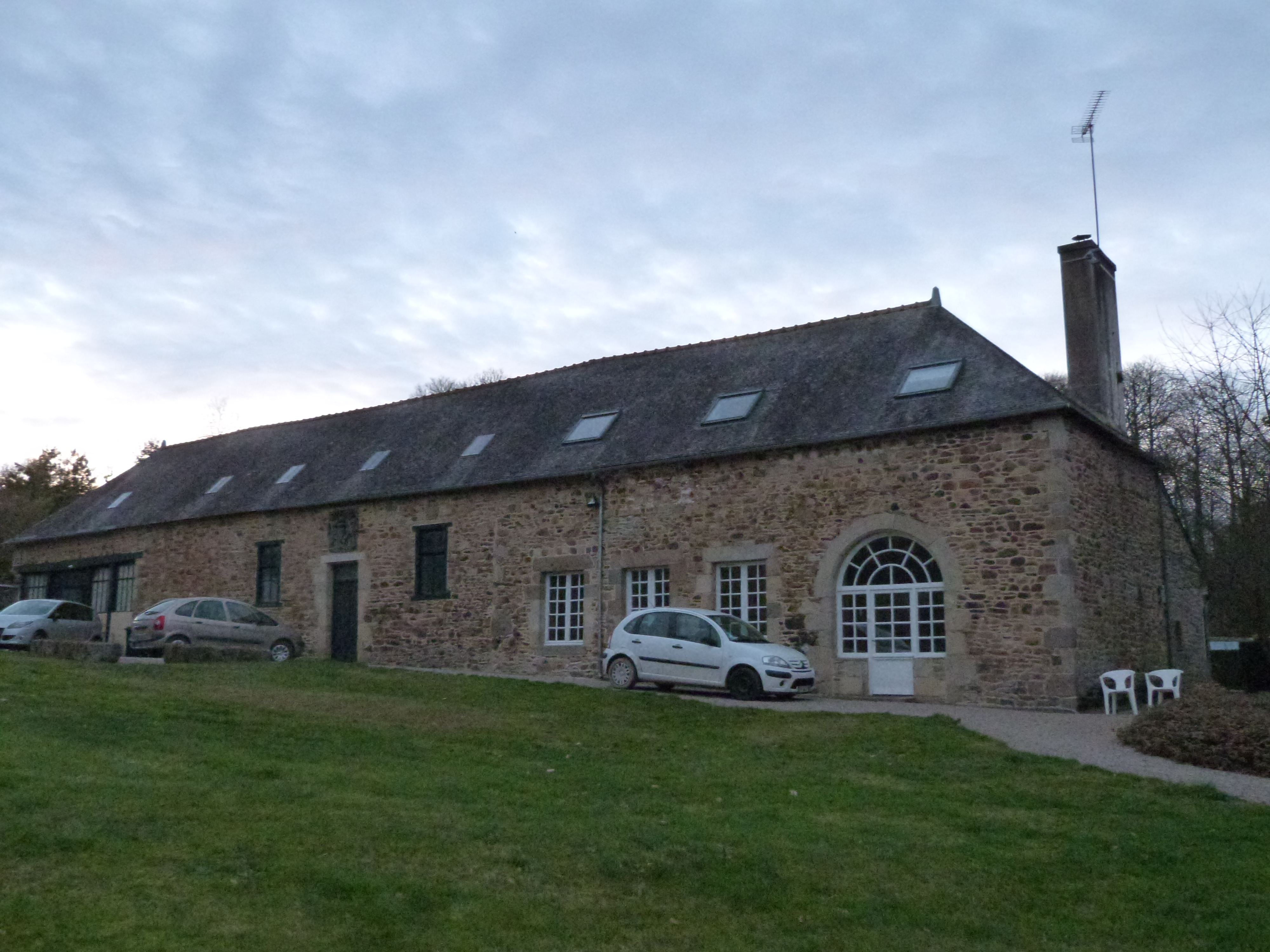
Château de la Ville-Chevalier : le bâtiment des écuries.
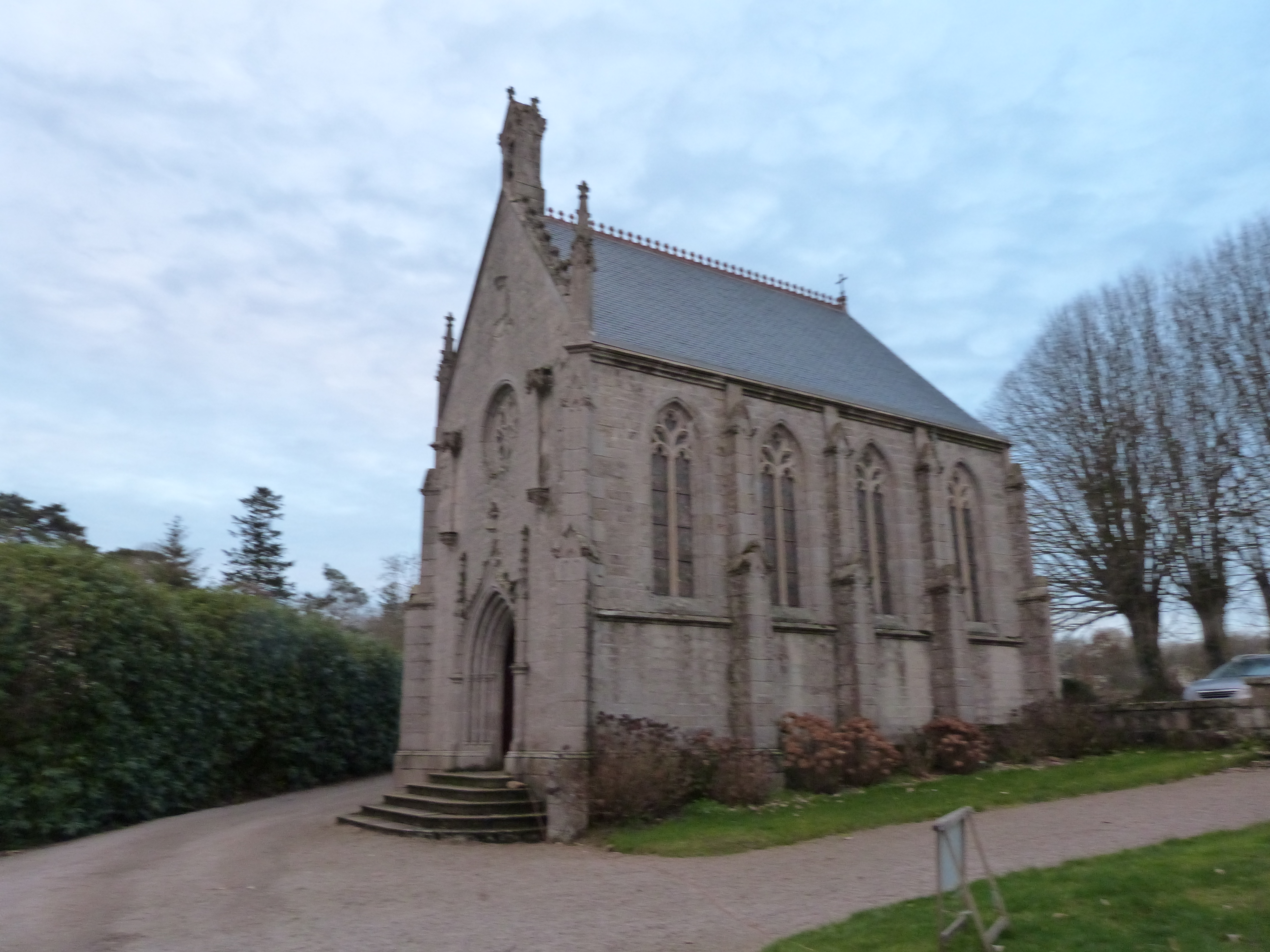
Chapelle de Ville-Chevalier : vue extérieure d'ensemble.
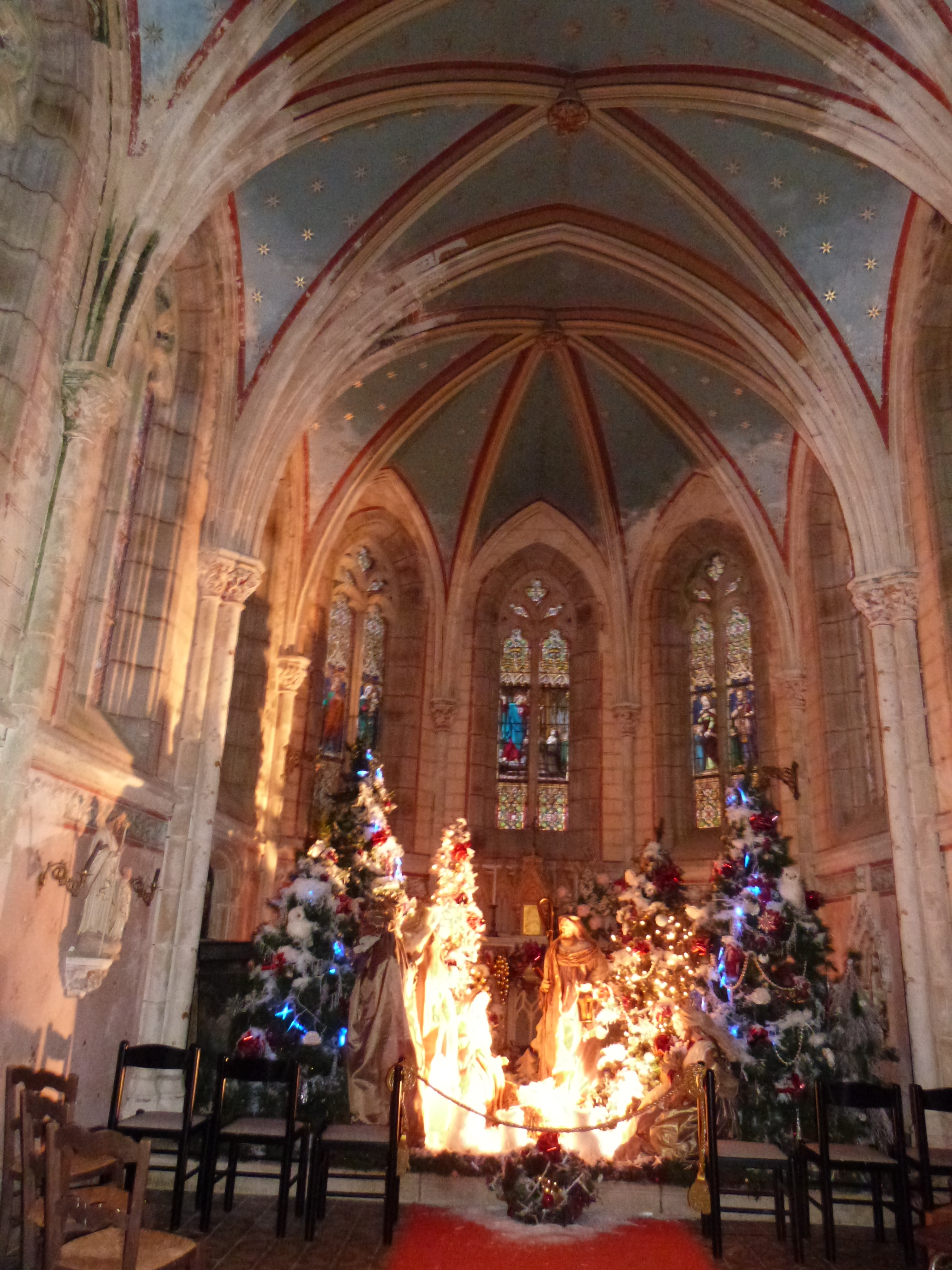
Chapelle de Ville-Chevalier : vue intérieure d'ensemble.
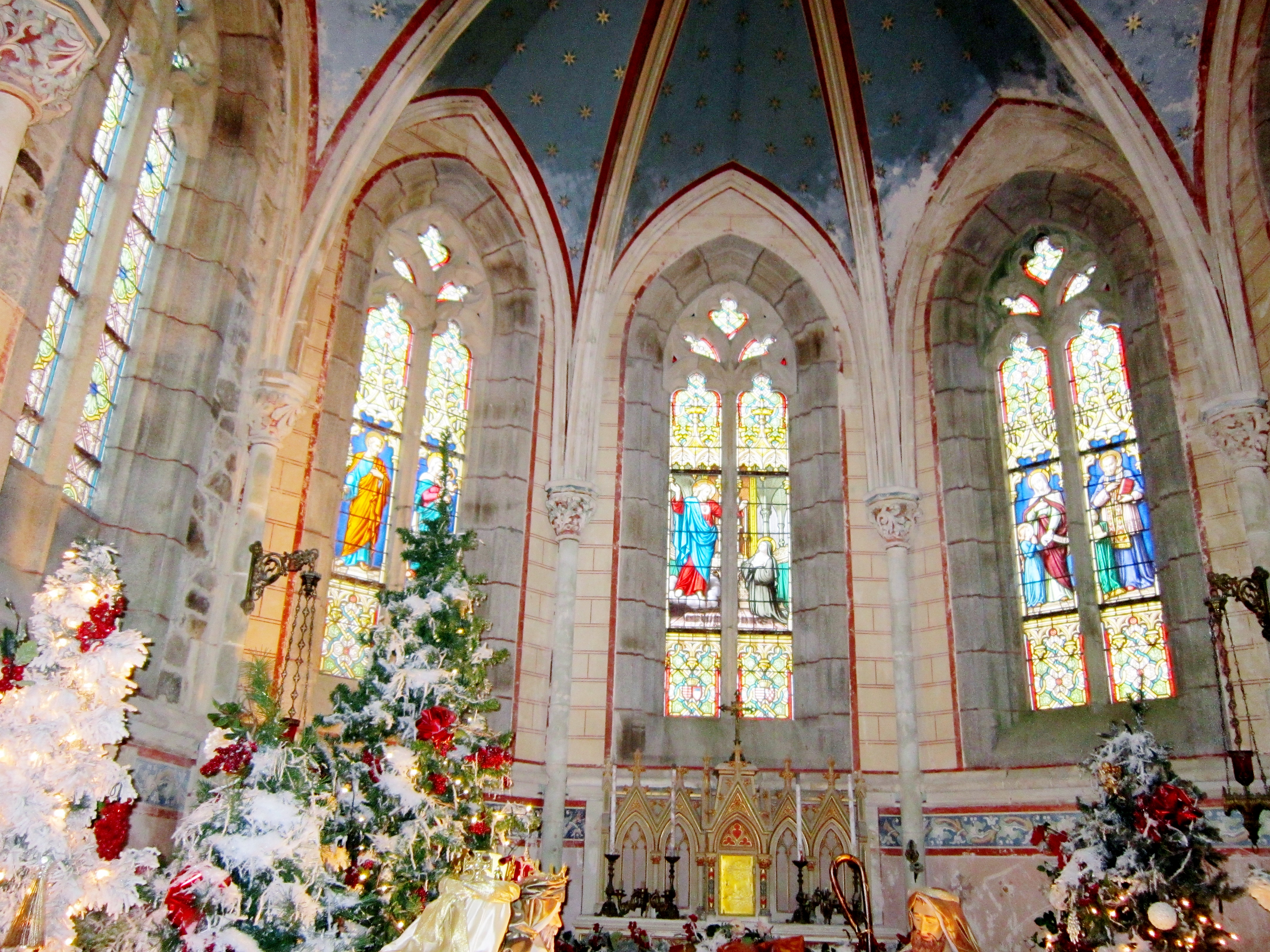
Chapelle de Ville-Chevalier : le chœur et ses vitraux.
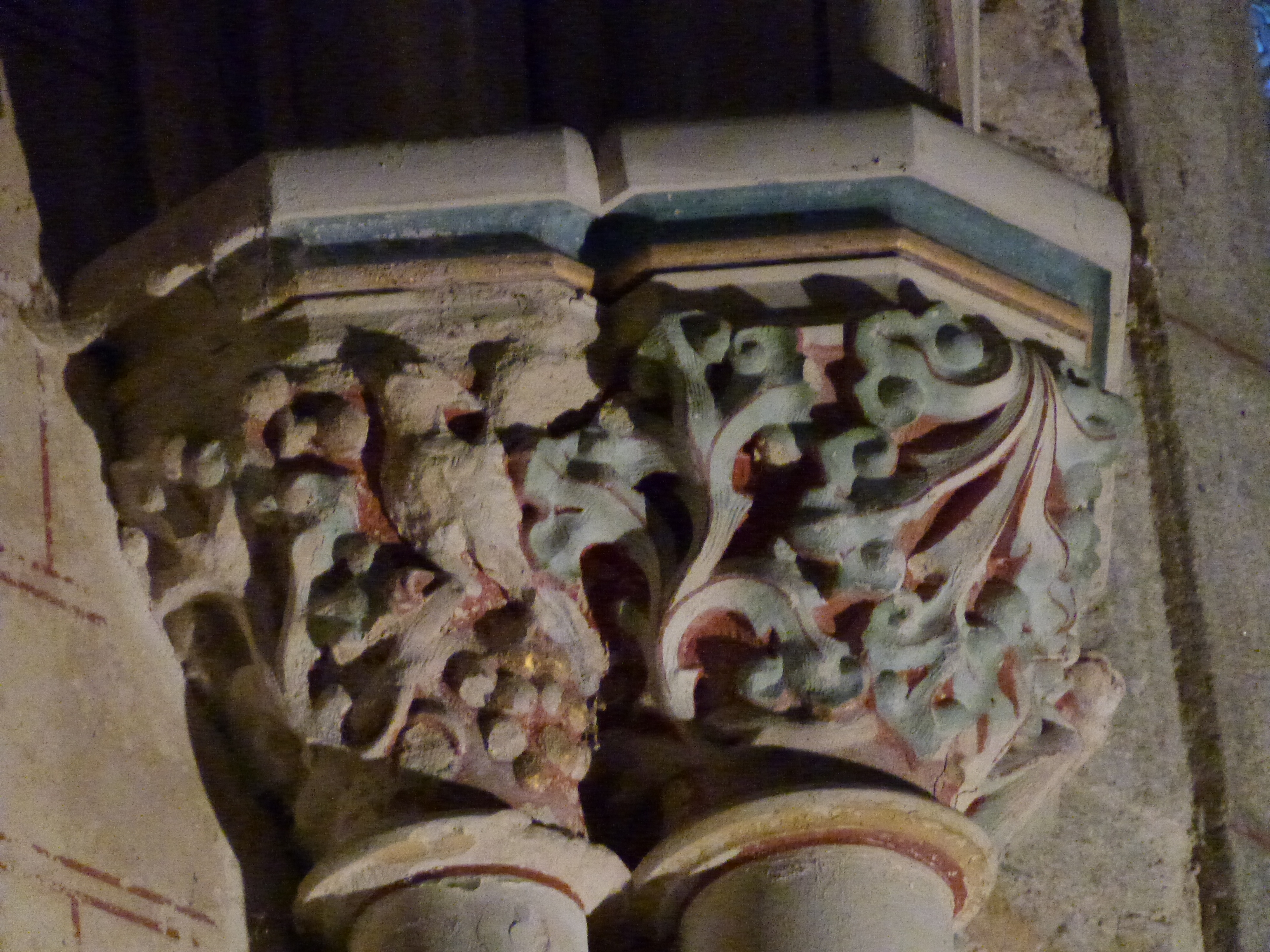
Chapelle de Ville-Chevalier : chapiteaux.

- L'église paroissiale Saint-Pierre.

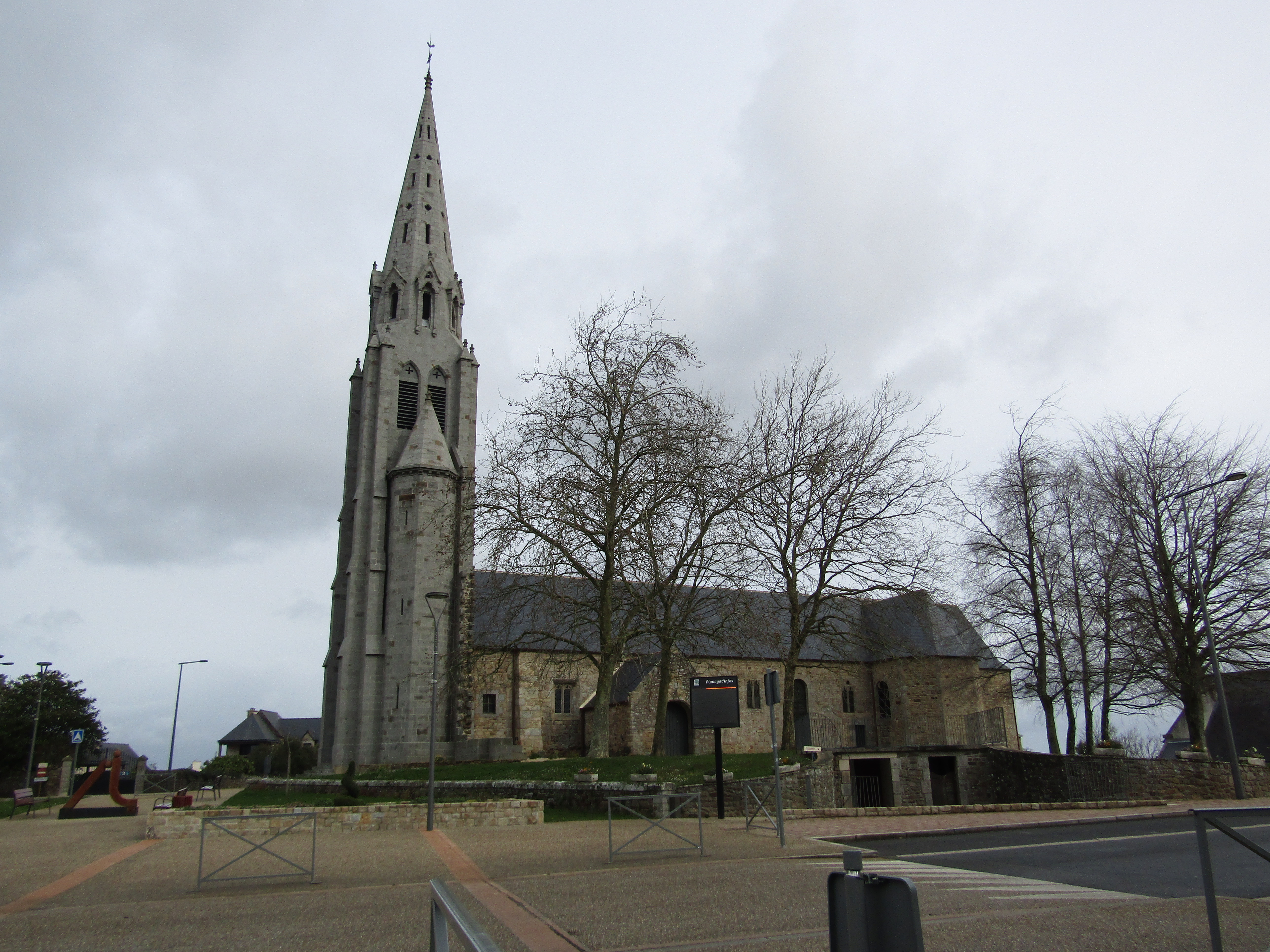
Église Saint-Pierre : vue extérieure d'ensemble.
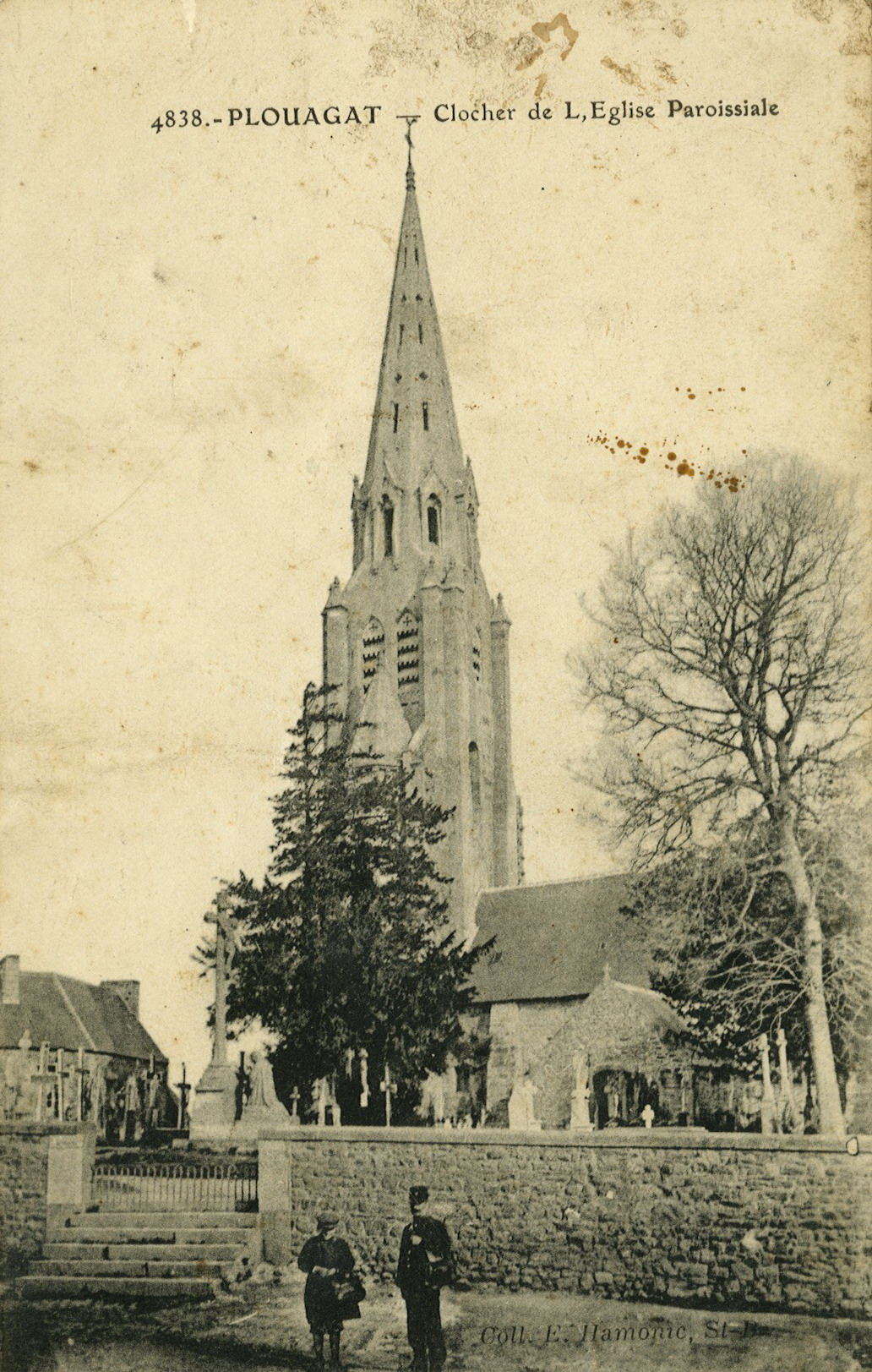
Église Saint-Pierre : le clocher (vers 1910).
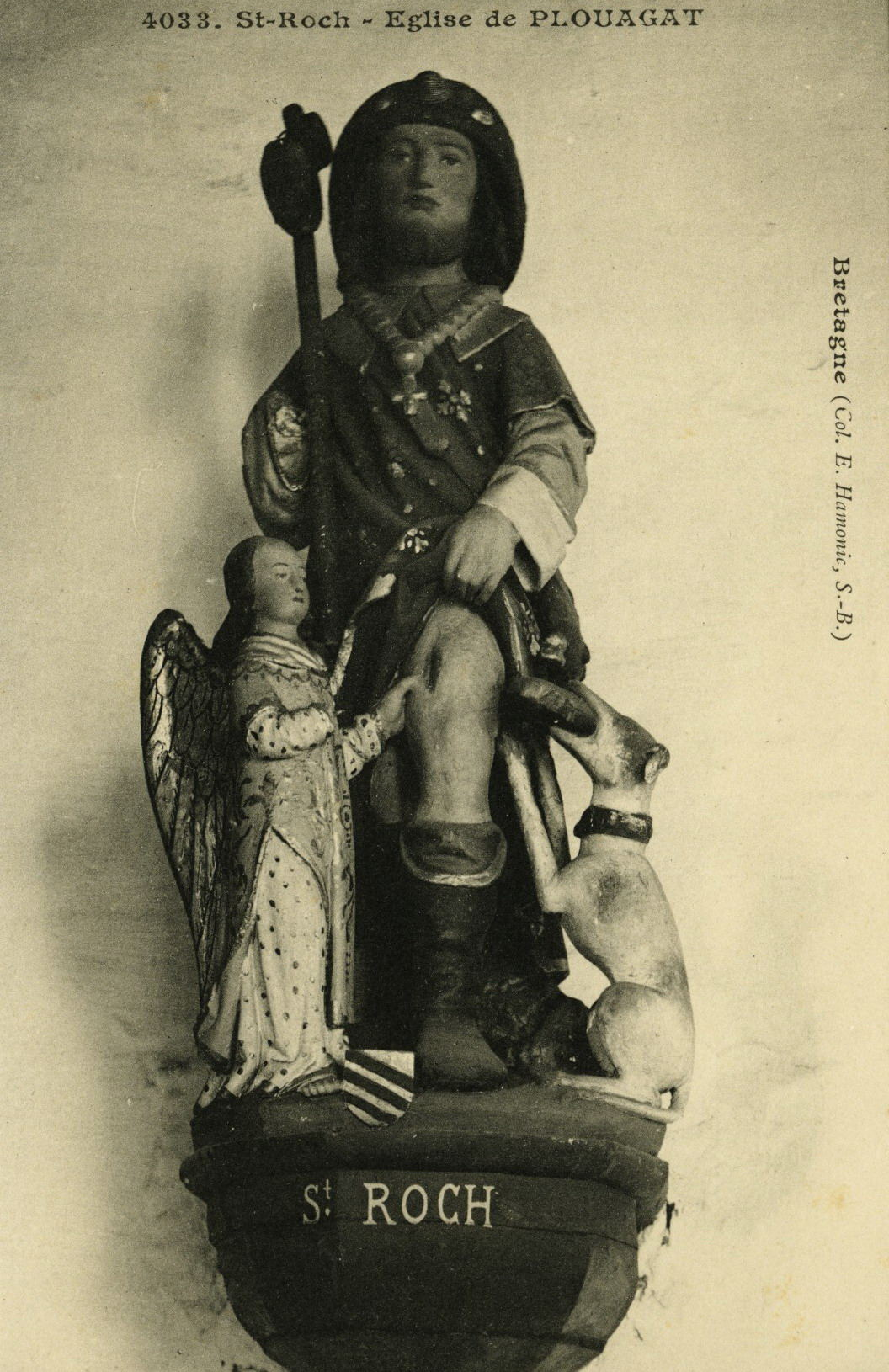
Église Saint-Pierre : statue de saint Roc'h (carte postale Émile Hamonic).

## Personnalités liées à la commune
- Cyril Gautier, cycliste.
- Jean-Pierre Corbel, artiste photographe, inscrit au Bénézit, sociétaire des Artistes Français, médaille d'or lors du 219e Salon des Artistes Français dans le cadre d'Art en Capital en 2008 au Grand Palais à Paris
- Jean-Claude-Louis de Quélen (1725-1802), né et décédé à Plouagat, seigneur de La Ville-Chevalier et de Quistillic, fut capitaine de vaisseau et chef d'escadre.
  - Un de ses fils est Hyacinthe-Louis de Quélen qui fut archevêque de Paris et membre de l'Académie française.